# Piton Marmite
Pour les articles homonymes, voir Piton (homonymie).
Le piton Marmite est un sommet de montagne de l'île de La Réunion, un département d'outre-mer français dans l'océan Indien. Situé entre le cirque naturel de Salazie et celui de Mafate, des caldeiras du massif du Piton des Neiges, il culmine à 1 877 mètres d'altitude.